# Curcuma
- Commons
- Wikispecies

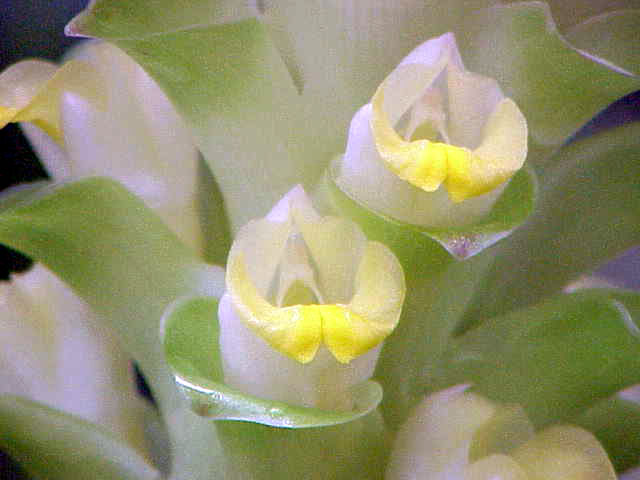
Curcuma aeruginosa

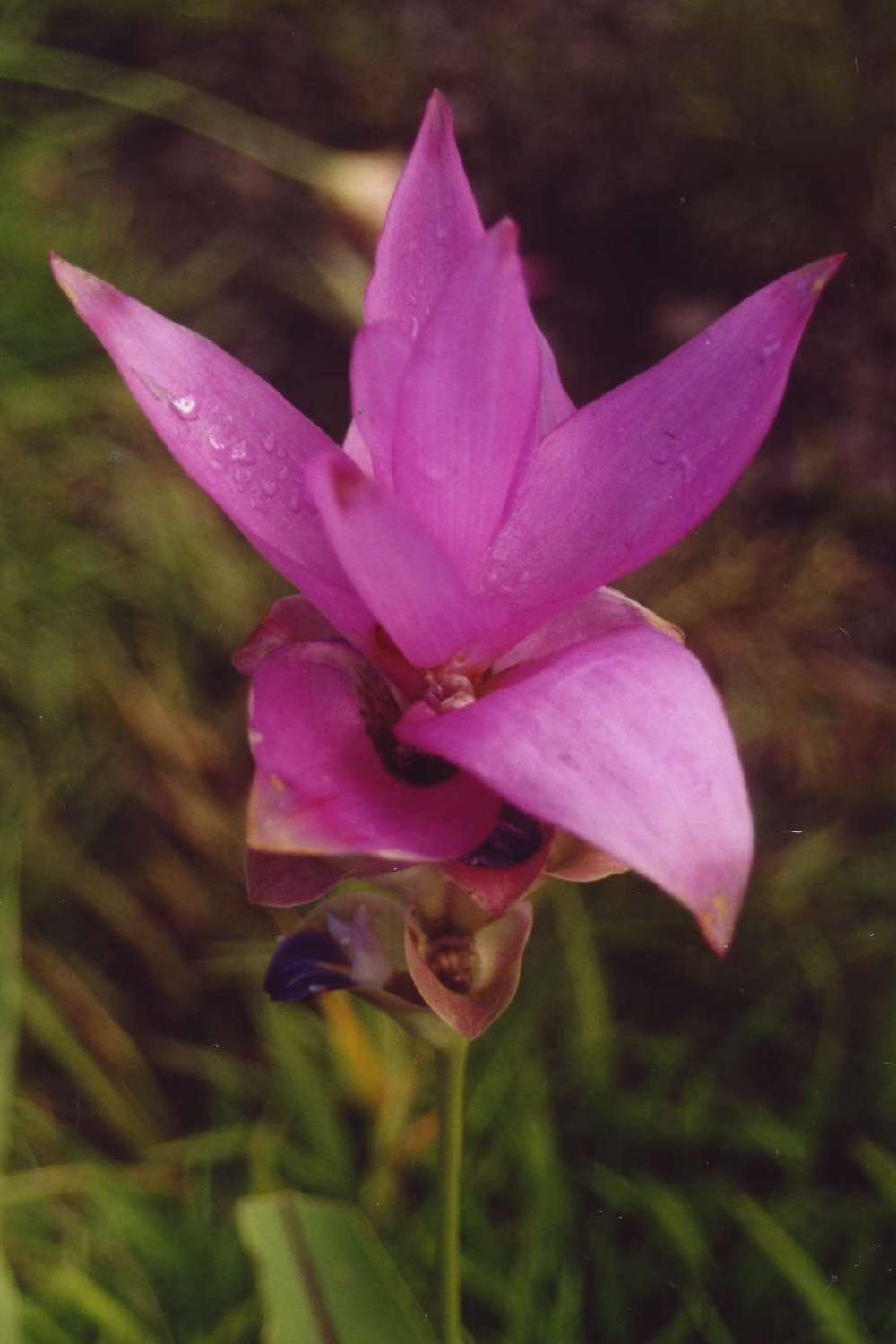
Curcuma alismatifolia

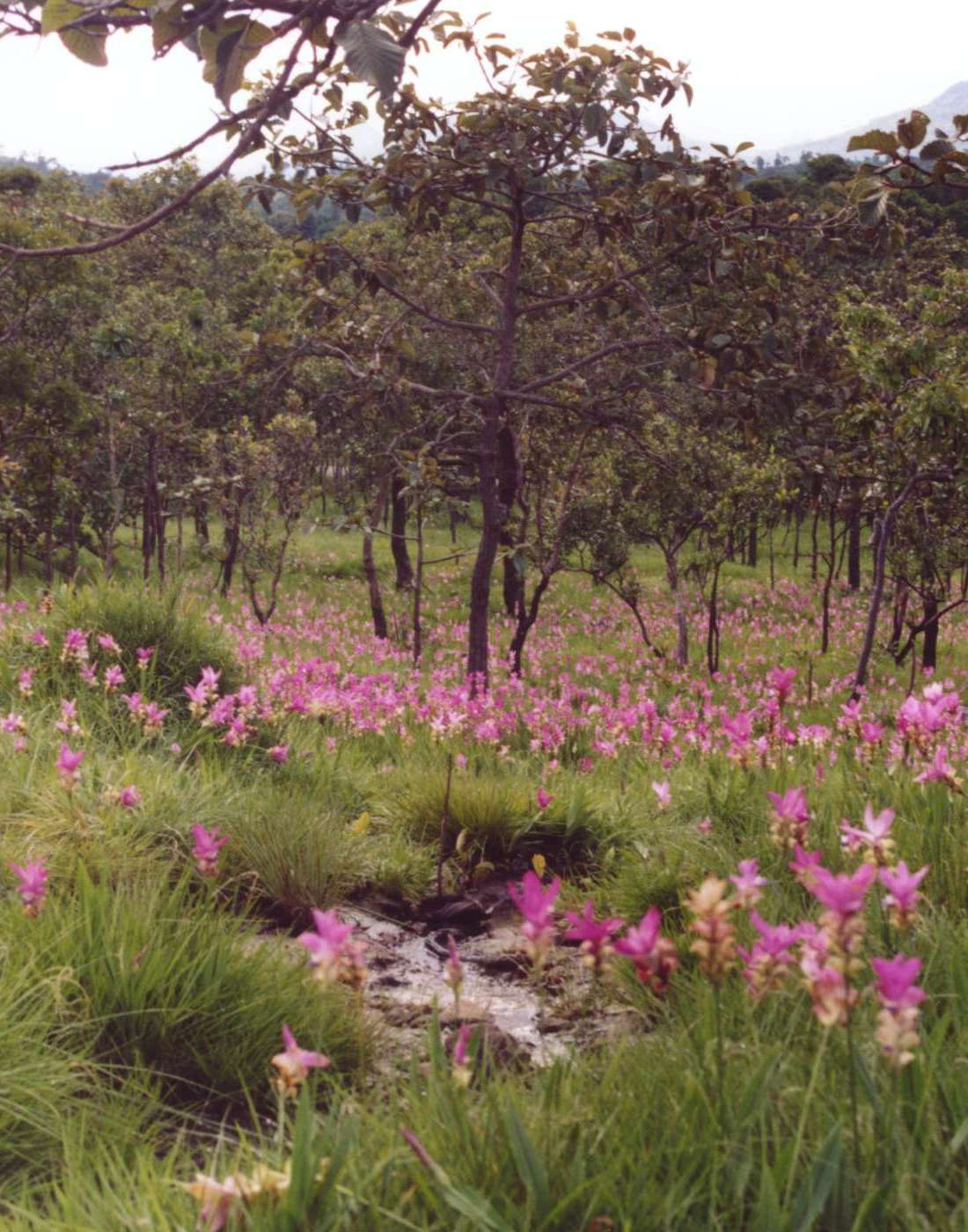
Campo de curcuma

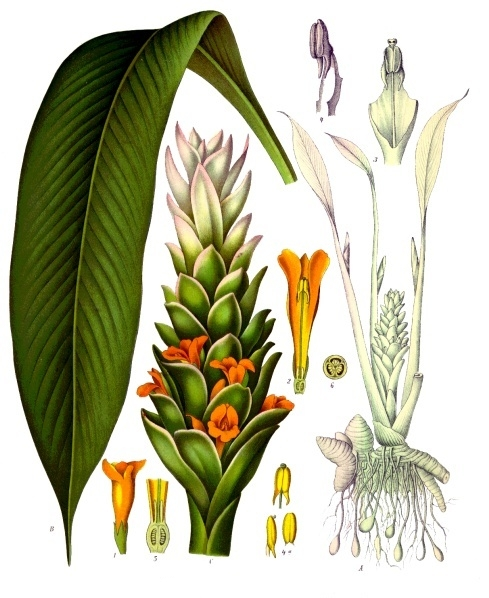
Curcuma longa

Curcuma L. é um gênero da família Zingiberaceae.

## Espécies
- Curcuma aeruginosa Roxb. (1810).
- Curcuma albicoma S.Q. Tong (1986).
- Curcuma albiflora Thwaites (1861).
- Curcuma alismatifolia Gagnep. (1903)
- Curcuma amada Roxb. (1810).
- Curcuma amarissima Roscoe (1826).
- Curcuma angustifolia Roxb. (1810).
- Curcuma aromatica Salisb. (1808).
- Curcuma attenuata Wall. ex Baker in J.D.Hooker (1890).
- Curcuma aurantiaca Zijp (1915).
- Curcuma australasica Hook.f. (1867).
- Curcuma bakeriana Hemsl. (1892).
- Curcuma bhatii (R.M. Sm.) Skornickova (2005).
- Curcuma bicolor Mood & K.Larsen (2001).
- Curcuma burttii K.Larsen & R.M.Sm. (1978).
- Curcuma caesia Roxb. (1810).
- Curcuma ceratotheca K. Schum. (1899).
- Curcuma chuanezhu  Z.Y. Zhu (1990)
- Curcuma chuanhuangjiang  Z.Y. Zhu (1990)
- Curcuma chuanyujin  C.K. Hsieh & H. Zhang (1990).
- Curcuma cochinchinensis Gagnep. (1907).
- Curcuma codonantha Skornickova (2003).
- Curcuma coerulea K. Schum. in H.G.A. Engler (ed.) (1904).
- Curcuma colorata Valeton (1918).
- Curcuma comosa Roxb. (1810).
- Curcuma coriacea Mangaly & M. Sabu (1988 publ. 1989).
- Curcuma decipiens Dalzell (1850).
- Curcuma domestica Valeton (1918) syn. Curcuma longa.
- Curcuma ecalcarata Sivar. & Balach. (1983).
- Curcuma ecomata Craib (1912).
- Curcuma elata Roxb. (1820).
- Curcuma exigua N.Liu (1987).
- Curcuma ferruginea Roxb. (1810).
- Curcuma flaviflora S.Q.Tong (1986).
- Curcuma glans K.Larsen & Mood (2001).
- Curcuma gracillima Gagnep. (1903).
- Curcuma grandiflora Wall. ex Baker in J.D.Hooker (1892).
- Curcuma haritha Mangaly & M.Sabu (1993).
- Curcuma harmandii Gagnep. (1907).
- Curcuma heyneana Valeton & Zijp (1917).
- Curcuma inodora Blatt. (1930 publ. 1931).
- Curcuma karnatakensis Amalraj (1991).
- Curcuma kudagensis Velay., V.S.Pillai & Amalraj (1990).
- Curcuma kwangsiensis S.G.Lee & C.F.Liang (1977).
- Curcuma lanceolata Ridley (1907).
- Curcuma larsenii C. Maknoi & T. Jenjittikul (2006).
- Curcuma latiflora Valeton (1913).
- Curcuma latifolia Roscoe (1825).
- Curcuma leucorrhiza Roxb. (1810).
- Curcuma loerzingii Valeton (1918).
- Curcuma longa L. (1753)
- Curcuma longispica Valeton (1918).
- Curcuma malabarica Velayudhan, Amalraj & Mural. (1990).
- Curcuma meraukensis Valeton (1913).
- Curcuma mutabilis Skornickova, Sabu & Prasanthkumar (2004).
- Curcuma neilgherrensis Wight (1853).
- Curcuma nilamburensis K.C. Velayudhan et al., (1994)
- Curcuma oligantha Trimen (1885).
- Curcuma ornata Wall. ex Baker in J.D.Hooker (1890).
- Curcuma parviflora Wall. (1830).
- Curcuma parvula Gage (1905).
- Curcuma peethapushpa Sasidh. & Sivar. (1988 publ. 1989).
- Curcuma petiolata Roxb. (1820).
- Curcuma phaeocaulis Valeton (1918).
- Curcuma pierreana Gagnep. (1907).
- Curcuma plicata Wall. ex Baker in J.D.Hooker (1890).
- Curcuma porphyrotaenia Zipp. ex Span. (1841).
- Curcuma prakasha S.Tripathi (2001 publ. 2002).
- Curcuma pseudomontana J.Graham (1839).
- Curcuma purpurascens Blume (1827).
- Curcuma purpurea Blatt. (1930 publ. 1931).
- Curcuma raktakanta Mangaly & M.Sabu (1988 publ. 1989).
- Curcuma reclinata Roxb. (1810).
- Curcuma rhabdota Sirirugsa & M.F.Newman (2000).
- Curcuma rhomba Mood & K.Larsen (2001).
- Curcuma roscoeana Wall. (1829).
- Curcuma rubescens Roxb. (1810).
- Curcuma rubrobracteata Skornick., M. Sabu & Prasanthk. (2003).
- Curcuma sattayasaii A. Chaveerach & R. Sudmoon (2008).
- Curcuma sichuanensis X.X. Chen (1984).
- Curcuma singularis Gagnep. (1907).
- Curcuma sparganiifolia Gagnep. (1903).
- Curcuma stenochila Gagnep. (1903).
- Curcuma strobilifera Wall. ex Baker in J.D.Hooker (1890).
- Curcuma sulcata Haines (1923).
- Curcuma sumatrana Miq. (1861).
- Curcuma sylvatica Valeton (1918).
- Curcuma thalakaveriensis Velayudhan et al. (1991).
- Curcuma thorelii Gagnep. (1907).
- Curcuma trichosantha Gagnep. (1907).
- Curcuma vamana M. Sabu & Mangaly (1987 publ. 1988).
- Curcuma vellanikkarensis K.C. Velayudhan et al. (1994).
- Curcuma wenyujin Y.H. Chen & C. Ling (1981).
- Curcuma wenchowensis Y.H. Chen & C. Ling (1975).
- Curcuma xanthorrhiza Roxb. (1820).
- Curcuma yunnanensis N. Liu & C. Senjen (1987).
- Curcuma zedoaria (Christm.) Roscoe (1807).
- Curcuma zedoaroides A. Chaveerach & T. Tanee (2008).
- Lista completa

## Classificação do gênero
| Sistema | Classificação                     | Referência               |
| ------- | --------------------------------- | ------------------------ |
| Linné   | Classe Monandria, ordem Monogynia | Species plantarum (1753) |